# Teoria das colisões

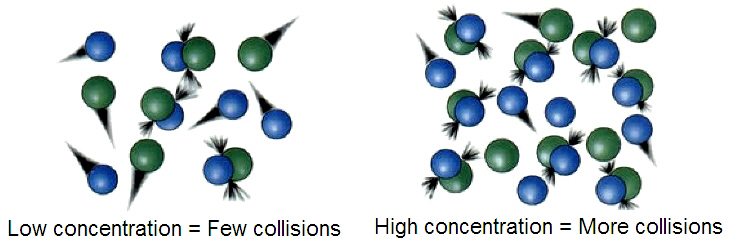
Taxa de reação tende a aumentar com a concentração - um fenômeno explicado pela teoria das colisões.

A teoria das colisões, proposta por Max Trautz e William Lewis em 1916 e 1918, qualitativamente explica como reações químicas ocorrem e por que taxas de reação diferem para diferentes reações.
Esta teoria é baseada na ideia que partículas reagentes devem colidir para uma reação ocorrer, mas somente uma certa fração do total de colisões tem a energia para conectar-se efetivamente e causar a transformação dos reagentes em produtos. Isto é porque somente uma porção das moléculas tem energia suficiente e a orientação adequada (ou ângulo") no momento do impacto para quebrar quaisquer ligações existentes e formar novas. A quantidade mínima de energia necessária para isto ocorrer é conhecida como energia de ativação.
Partículas de diferentes elementos reagem com outras por apresentar energia de ativação com que acertam as outras. Se os elementos reagem com outros, a colisão é chamada de sucesso, mas se a concentração de ao menos um dos elementos é muito baixa, haverá menos partículas para outros elementos reagirem com aqueles e a reação irá ocorrer muito mais lentamente. Com a temperatura aumentando, a energia cinética média e velocidade das moléculas aumenta mas isto é pouco significativo no aumento do número de colisões. A taxa da reação aumenta com a diminuição da temperatura porque uma maior fração das colisões ultrapassa a energia de ativação. A teoria das colisões está intimamente relacionada com a cinética química
A taxa de velocidade para uma reação elementar bimolecular de um gás em fase gasosa A + B → PRODUTO, prevista pela teoria das colisões é dependente da frequência de colisões entre A e B (Z), da fração de moléculas com energia igual ou maior que energia de ativação (f) e com a fração de colisões geometricamente eficientes, ou fator estérico (P).
Assim, pelo modelo cinético dos gases temos :
Z = NAV2 [A][B]σ(8kT/πμ)1/2
onde:
- NAV é o número de Avogadro (6,02 .1023 )
- [A] e [B] são as concentrações molares de A e B em mol/m3.
- σ é a seção eficaz de colisão em m2 (  σ = πd2  , onde d é o diâmetro de choque de duas esferas de raios rA+ rB , d= rA+ rB).
- k é a constante de Boltzmann (1,38×10-23 .J.K−1 ).
- T é temperatura absoluta (em K).
- μ é massa relativa em Kg das moléculas   (μ =  (mA .mB)/ (mA +mB ) )

E pela lei de distribuição de Maxwell-Boltzmann, temos:
f= e-Ea/RT
onde: 
- Ea é a energia de ativação em J/mol.
- R é a contante dos gases (8,314 J.K−1mol−1).

Para usarmos na equação de lei de velocidade, temos que dividir f pelo número de Avogadro para obter a fração de "mols" com energia mínima. Portanto:
f= e-Ea/RT/NAV
Assim, a velocidade de uma reação química elementar bimolecular na fase gasosa é:
v = Z. f . P
Portanto:
v = P NAV σ(8kT/πμ)1/2.e-Ea/RT[A][B] 
Considerando que  = k [A][B], temos que a constante da reação seja:
k = P NAV σ(8kT/πμ)1/2.e-Ea/RT   (unidade: mol⋅m−3⋅s−1 , para passar para  mol⋅L−1⋅s−1, deve-se multiplicar 1000) 

O fator estérico é igual a 1 se considerar que todas as reações são eficazes. Caso contrário, P < 1 (especialmente em reações em fase gasosa). Em reações em fase aquosa, P pode ser superior a 1 se houver o caso de colisões em "gaiola" (múltiplas colisões em um único encontro).